# Elezioni europee del 2004 in Grecia
Le elezioni europee del 2004 in Grecia si sono tenute il 13 giugno.

## Risultati
| Liste  | Liste                             | Gruppo  | Voti      | %     | Seggi |
| ------ | --------------------------------- | ------- | --------- | ----- | ----- |
|        | Nuova Democrazia                  | PPE-DE  | 2.633.961 | 43,02 | 11    |
|        | Movimento Socialista Panellenico  | PSE     | 2.083.327 | 34,03 | 8     |
|        | Partito Comunista di Grecia       | GUE/NGL | 580.396   | 9,48  | 3     |
|        | Synaspismós                       | GUE/NGL | 254.447   | 4,16  | 1     |
|        | Raggruppamento Popolare Ortodosso | IND/DEM | 252.429   | 4,12  | 1     |
|        | Altri                             | -       | 479.077   | 5,19  | -     |
| Totale | Totale                            | Totale  | 6.283.637 |       | 24    |